# کی هاموند
کی هاموند (انگلیسی: Kay Hammond; زاده ۱۸ فوریهٔ ۱۹۰۹ – درگذشته ۴ مهٔ ۱۹۸۰) هنرپیشه اهل انگلستان بود.
از فیلم‌ها یا برنامه‌های تلویزیونی که وی در آن نقش داشته‌است می‌توان به کارناوال، جینی، چتر و بله، مادام اشاره کرد.